# Jus spolii
Jus spolii, imenovan tudi jus exuviarum ali rapite capite, slovensko pravica do zaplembe, je bil zahtevek za nasledstvo premoženja umrlih klerikov ali vsaj tistega, ki so  ga pridobili iz svojih cerkvenih beneficijev.
Pravica je bil posledica cerkvenih kanonov, ki so klerikom prepovedovali, da bi z oporoko razpolagali z dobrinami, pridobljenimi iz njihove cerkvene službe. Ti kanoni so se postopoma omilili zaradi težav pri razlikovanju med cerkveno in zasebno lastnino, čemur so sledile zlorabe. Po smrti njihovih upraviteljev so škofje in arhidiakoni  za svojo stolnico zasegli premoženje opatij in druge beneficije pod  pretvezo, da so vse cerkve le podružnice stolnice. 
Po padcu Zahodnega rimskega cesarstva se je vsakdo, ki je bil prisoten ob smrti klerika, počutil svobodnega, da lahko vzame in odnese kakršno koli lastnino pokojnika, tako cerkveno kot zasebno. 
Ko se je civilna oblast bolj zavedala same sebe, je začela omejevati to vsesplošno plenjenje. Vladar je po smrti škofov zahteval jus spolii zase, medtem ko so manjši fevdalci podobno ravnali s premoženjem vseh klerikov, umrlih v njihovih domenah. 
Cerkveni koncili (Tribur (895), Trosly (909), Clermont (1095), drugi lateranski (1139)) so sprejeli zakone proti tem zlorabam in končno dosegli odpoved tej tako imenovani pravici. 
V 13. stoletju je rimska cerkev na spremenjen način uvedla jus spolii, ki je sčasoma postal načelo kanonskega prava, da premoženje beneficiiranih cerkvenih oseb, ki so umrle brez oporoke, pripada papeški zakladnici. Ta pravica ni bila dovoljena v Franciji, Nemčiji, Belgiji in na Portugalskem. V Neapeljskem kraljestvu je bil ob koncu 16. stoletja sklenjen kompromis, s katerim so odpovedali letno  plačilo v papeško blagajno. 
Srednjeveški vladarji Oton IV., Filip Švabski, Friderik II. in Rudolf I. Habsburški so se odrekli pravici do spolia. Čeprav so številni papeški dekreti prepovedali spolijsko pravo, se je ohranilo do 16. stoletja. Izginilo je šele potem, ko je tridentinski koncil (1545–1563) vsem duhovnikom zagotovil oporočno svobodo.

## Vira
- H.-J. Becker. Spolienrecht. V Handwörterbuch zur deutschen Rechtsgeschichte 4 (1990), str. 1779–1780.
- Herbermann, Charles, ur. (1913). "Jus Spolii" . Catholic Encyclopedia. New York: Robert Appleton Company.